# Extasy Records
Extasy Records és una discogràfica independent fundada a l'abril de 1986 per en Yoshiki Hayashi, fundador del grup de rock X Japan (llavors encara anomenats "X"). El primer llançament fou el single "Orgasm" de X Japan, seguit del primer àlbum del grup. Més tard, el grup va signar amb més artistes. Actualment la discográfica es troba en estat inactiu però el retorn de X Japan podria fer reviure la discogràfica.